# Théâtre national de bunraku
Le Théâtre National de Bunraku (国立文楽劇場, Kokuritsu bunraku gekijō) est un ensemble de deux salles de spectacle et une salle d’exposition. Il est situé dans le quartier Chūō-ku d’Osaka. La structure a été inaugurée en 1984 et constitue le quatrième théâtre national du pays. Elle est l’organe central du bunraku et gérée par le Japan Arts Council (日本芸術文化振興会, Nihon geijutsu bunka shinkōkai, littéralement « association de promotion de la culture et des arts japonais »), une institution administrative indépendante rattachée au ministère de l'Éducation, de la Culture, des Sports, des Sciences et de la Technologie. Le Théâtre bénéficie aussi de subsides de la ville d’Osaka.

## Structure
Le bâtiment compte sept étages, dont deux en sous-sol, il a été dessiné par Kishō Kurokawa. Le Théâtre a deux salles de spectacles. Le Grand Théâtre peut accueillir 753 spectateurs, on l’utilise pour des spectacles de bunraku, de buyō, de hogaku et d’autres genres de théâtre. Le Petit Théâtre (159 sièges) accueille plutôt des spectacles de rakugo, manzai et de musique japonaise traditionnelle ainsi que des retransmissions filmées de spectacles.

## Organisation
En 2014, la ville d'Osaka, à l'instigation de son maire Tōru Hashimoto, a réduit de 39 millions à 32 millions de yens ses subsides à la Bunraku kyōkai (文楽協会, littéralement « Association Bunraku ») car le nombre de 105 000 spectateurs en un an au théâtre national de bunraku n'a pas été atteint : en 2013, on a enregistré 101 000 spectateurs,.